# Gulabpura
Gulabpura è una suddivisione dell'India, classificata come municipality, di 27.215 abitanti, situata nel distretto di Bhilwara, nello stato federato del Rajasthan. In base al numero di abitanti la città rientra nella classe III (da 20.000 a 49.999 persone).

## Geografia fisica
La città è situata a 25° 53' 60 N e 74° 40' 0 E e ha un'altitudine di 396 m s.l.m..

## Società

### Evoluzione demografica
Al censimento del 2011 la popolazione di Gulabpura assommava a 27.215 persone, delle quali 14.286 maschi e 12.929 femmine. I bambini di età inferiore o uguale ai sei anni assommavano a 3.680, dei quali 1.899 maschi e 1.781 femmine. Infine, coloro che erano in grado di saper almeno leggere e scrivere erano 19.295, dei quali 11.277 maschi e 8.018 femmine.